# Hot Wheels Unlimited
Hot Wheels Unlimited es un videojuego de carreras desarrollado y publicado por Budge Studios para Android y iOS. Fue lanzado el 29 de septiembre de 2020.

## Jugabilidad
Hot Wheels Unlimited es un juego de carreras que combina la construcción y las carreras. Permite coleccionar coches en miniatura a la par que se proban sus prestaciones.
En Hot Wheels Unlimited se tiene que ir ampliando la colección de Hot Wheels virtual a medida que se saca todo el partido a estos coches sobre el circuito. Añadiendo rectas y curvas a cada trazado, poco a poco se va componiendo cada pista con la intención de posteriormente recorrerla haciendo uso de los vehículos.
Para ir creando cada circuito bastará con arrastrar las partes de carretera en la perspectiva adecuada. Del mismo modo, cuando se completa cada recorrido tan solo tiene que ir moviendo el volante de izquierda a derecha hasta cruzar la bandera a cuadros. Con el paso de las partidas puede medir la habilidad para aprovechar el potencial de los Hot Wheels que se van consiguiendo.